# دورسخنی

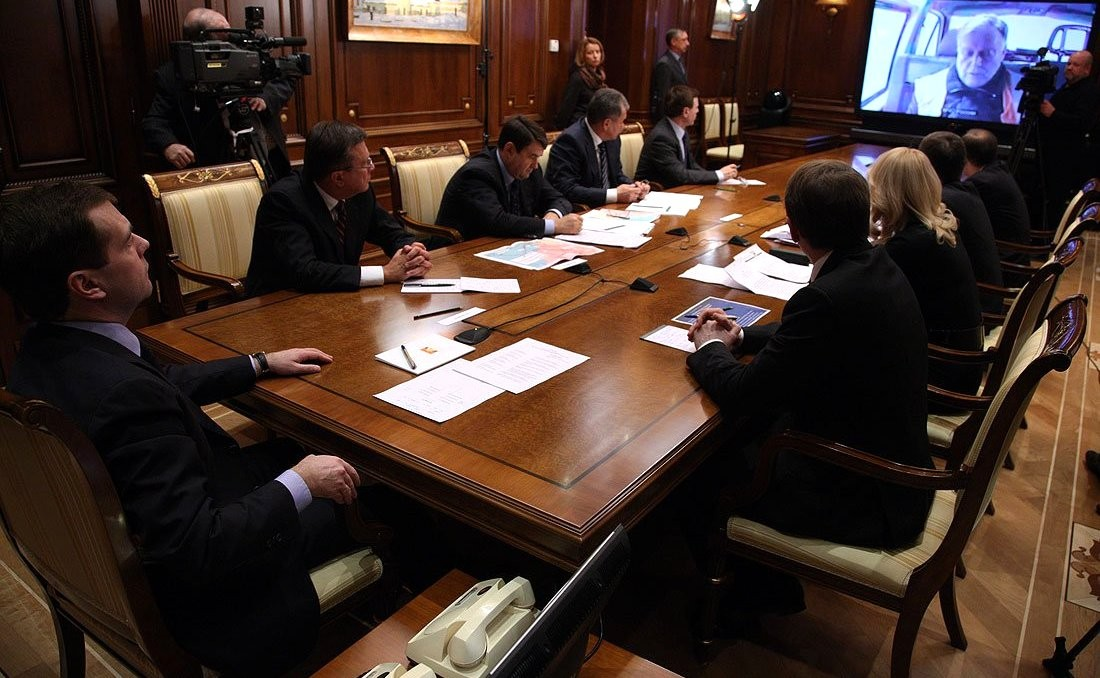
دورسخنی با استفاده از ارتباط ویدئویی

دورسخنی یا تله‌کنفرانس یا تله‌سمینار (انگلیسی: Teleconference) فراهمایی یا میزگردی است که افراد بدون حضور در یک مکان، به‌کمک تجهیزات ویدئویی، صدا و تصویر یکدیگر را دریافت کنند.